# Shuto Kitagawa
Shuto Kitagawa (北川 柊斗 Kitagawa Shuto?), född 1 juni 1995 i Mie prefektur, är en japansk fotbollsspelare.
Kitagawa började sin karriär 2018 i Montedio Yamagata. 2019 blev han utlånad till Giravanz Kitakyushu. Han gick tillbaka till Montedio Yamagata 2020.